# Colostygia pectinataria
Espèce
Colostygia pectinataria, la Cidarie verdâtre, est une espèce de lépidoptères (papillons) de la famille des Geometridae.

## Description

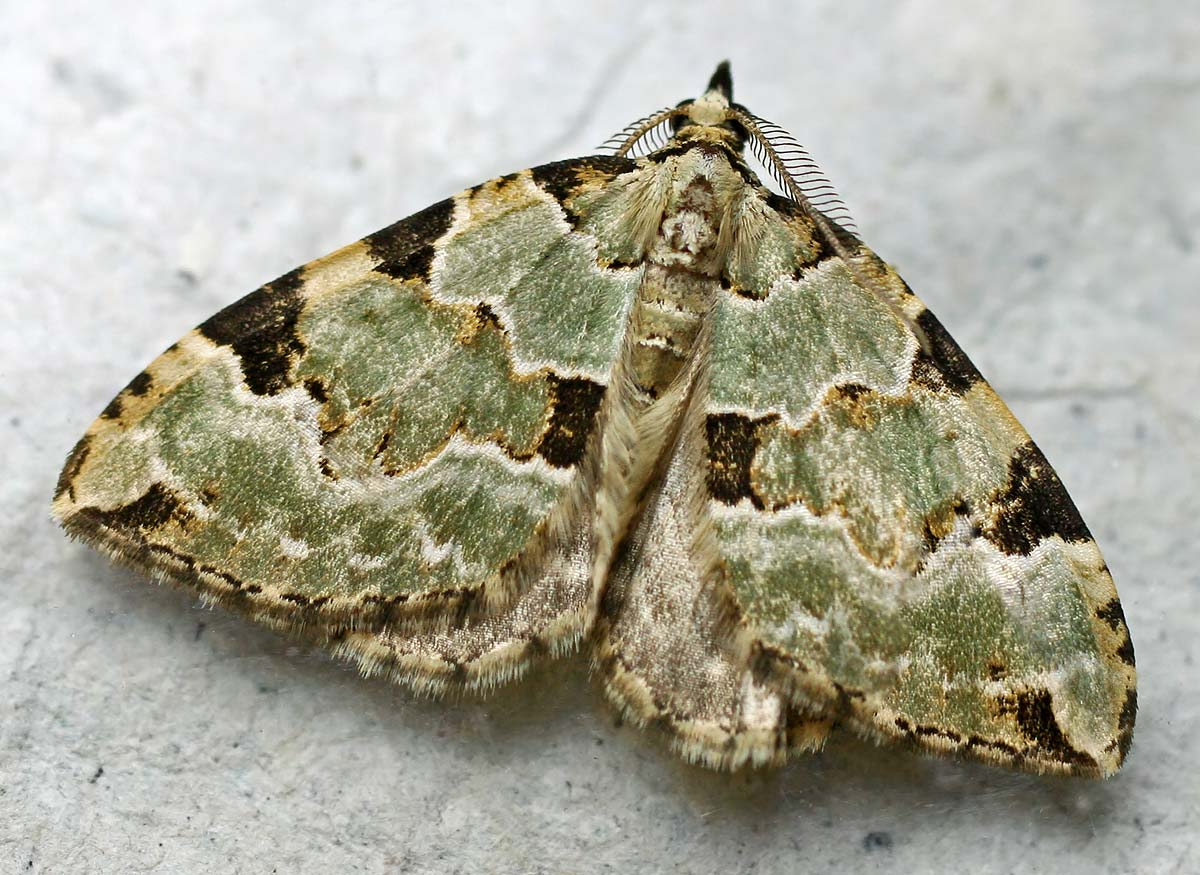
Colostygia pectinataria

D'une envergure de 22 à 27 mm et d'une jolie couleur verte à l'état jeune, l'imago se ternit rapidement.

## Distribution
Eurasiatique, on trouve la cidarie verdâtre dans presque toute l'Europe et en Asie, du Caucase jusqu'à l'Altaï. Répandue en France métropolitaine.

## Écologie
Ce papillon occupe des milieux variés : bords des chemins, bois clairs, jardins...
L'adulte vole parfois le jour, d'avril à juin puis en août et septembre en 2 générations.
La chenille se nourrit de plantes diverses : ligneuses, des aubépines (Crataegus) et aussi herbacées, Rumex, Galium, Plantago... La chenille hiberne.